# 救世主ラッキョウ
『救世主ラッキョウ』（メシヤラッキョウ）は、小林よしのりによる日本の漫画で、新興宗教をテーマにしたギャグ漫画。『東大一直線』に次ぐ、小林の2本目の連載作品である。
『月刊少年ジャンプ』（集英社）にて読切が掲載（年月号不明）され、その後1978年4月号から1979年8月号まで連載されたほか、後に『月刊コロコロコミック』（小学館）にてリメイク版も連載された。当記事ではそれぞれ区別の必要がある場合、旧作・新作と表記する。
以下の出典は同単行本、およびイースト・プレスのアンソロジー『小林よしのりの異常天才図鑑』『小林よしのりのゴーマンガ大事典』による。

## 旧作概要
漫画作品の場合、読切作品を掲載してから読者の反応を見て、好評ならば連載化するケースが多い。本作もその一つで、当記事では単行本で最初に収録されている読切を第1話、2番目に収録されている連載初回を第2話と表記する。
『ゴーマニズム宣言』で真言密教を背景に、宗教への造詣が深かったことを明らかにする小林だが、当時は語る機会が何もないままの作品発表だった。
第1話掲載時から読者より楽教への入信希望のハガキが殺到、連載開始と同時に会員制を敷くことにした。だが会員がまたたく間に増加し、会員証を作ったところ、印刷代が小林の毎月の原稿料を上回ってしまったので（当時の楽教新聞に「会長は破産じゃ!コジキになって印刷費を稼ぐ」とある）、『月刊少年ジャンプ』編集部が印刷・発送することになった。しかし名簿管理までは編集部も手が回らないので困っていたところ、小林の地元福岡の女子高生の会員たちが名簿を担当することになった。『東大一直線』でも進学団体いちょう会が登場、読者から入会希望や支部設置表明があったが、『週刊少年ジャンプ』編集部は特に何もしなかった。
こうして連載・布教とも「楽」が続いていたが、発送用のハガキを彼女たちに渡した後、やがて彼女たちが小林の後をつける、ストーカー行為をするようになった。嫌気がさした小林は「もうやめる」と宣言して彼女たちを泣かせ（『ゴー宣』でも「女泣かすのって本当に気持ちいい」と語っている）、急遽連載は終了する。最終回は打ち切り調のストーリーではなく、「楽狂が楽の神の元へ帰る」という一話で締めくくられた。

## 楽教
格式ばった言い回しでは楽教、くだけた表現ではラッ教と書き、両者とも使われる。中華楽会（ちゅうからっかい、創価学会のもじり）という言い方も存在する。作中では楽狂、現実世界では小林よしのりこと小林会長が教祖。
開教したきっかけおよび悟りは、小林によると「漫画で新興宗教をやってみたら?とある日思った」「締切に追われ、昭和の巌窟王となり、もっと楽せにゃ損やなという、悟りというか本音みたいなの」、楽狂によると第3話で「苦行なんか苦しくてつまらん。もっと楽に生きたい」。これは俗に「楽の思想」と定義されている。
名前などを付ける場合、“楽”を入れるのが良いとされ、仏壇はラツ壇、寺院は楽社と呼ばれる。

### 宗教用語
題目
「ヒヤシチュー、ヒヤシチュー、ヒヤシチュー、レーメン!」。ネーミングは冷やし中華と冷麺から。省略形で未然形の「ヒヤシチュー」、終止形の「レーメン」もある。題目を唱える事を「ヒヤシチューとなえる」とも言う。
冷やし中華
楽教徒にとって聖なる存在その1。レーメンと略す。楽狂の手によってレーメンにラッキョを入れてもらう事は、楽教徒にとって最も名誉とされる。
ラッキョウ
楽教徒にとって聖なる存在その2。ラッキョと略す。手のひらサイズの小道具として使えるため、コマの周囲をラッキョウで囲んだり、敵対する相手に投げつける演出も多い。
ラッキョ語
福岡本部で発祥し、劇中や当時の「月刊ジャンプ」でも使われた言葉遊びで、当初は中華語と呼ばれていた。文章を拝啓や草々のような単語で挟むもので、本編に登場した例を書けば「中華 うんこしたい ラッキョ」なら「うんこしたい」が聖なる響きに聞こえるという。
ラッキョウサイン
親指と人差し指でラッキョウ型を作るもので、会話しながらのワンポイントポーズに使われる。

## 登場人物
読切と連載では絵や設定にある程度違いが目立つ。主な点は以下の通り。これらは第2話の時点でほぼ変化が完了したが、一部は第3話の中盤まで見受けられる。
|              | 第1話                | 連載              |
| 楽狂の顔     | 四角い               | ラッキョウ型      |
| 表情         | うつろ               | 百面相豊か        |
| 服           | 詰襟の制服           | ローブ            |
| 祈りのポーズ | 両人差し指を鼻の穴に | 単なる合掌        |
| ヒロイン     | 桃井さおり           | 6話から涙子が登場 |
| ------------ | -------------------- | ----------------- |

連載中、第4話の冒頭ではあらためてレギュラーの紹介がされている。

### 楽教徒たち
中華 楽狂（ちゅうか らっきょう）
第1話で阿留中学（あるちゅうがく）に転校してきた。「様々な宗教が教えを問い、宗教が浸透したにもかかわらず、信仰の中身がうまく伝わらなかったため、神様・仏様・キリスト様から力を受けて誕生した」「名前の由来は作者が以前、冷やし中華にラッキョウ入れて食うとうまかったからじゃ」。と語る。楽の思想を多くの人に伝え、世界一の大宗教にするのが目的だが、布教より私利私欲に走ったり、意味不明のギャグを演ずる事も多い。前述した第4話の再紹介では「アホではないかという説もある」。脳天に毛筆状の頭髪が垂直または二股に生えているが、リアクションに応じて、クエスチョンマークやとぐろ巻きウンコのように変化する。
野上 俊介（のがみ しゅんすけ）
楽狂と共に第1話から最終回まで皆勤で出演した唯一のキャラ。やや不良ぶった所があり、人生と身の回りに不安を感じて入信。しかし楽狂に対する不信感は最終回まで絶える事はなく、楽狂のアホ行為に対するツッコミは大体彼が行う。小さな眼鏡は第4話まで四角い透明、第5話から黒いサングラスに変わっている。『東大』に同姓同名の別人が登場するが、これは小林の知り合いの東大生からネーミングされたためで、#実在の関係者も参照。
石松 由多（いしまつ ゆだ）
第2話で阿留中に転校してきた。当初大きなマスクをしていたが、これは鼻の穴がワニのように巨大で不細工な事にコンプレックスを持っていたため。その悩みを振り払うために入信したが、鼻を楽狂にからかわれる事も多い。入信後は最も熱心な楽教徒となり、信者No.1の座は野上から彼に移る。その反面移り気な所があり、あっさり裏切ってしまう事も。少人数で行動する場合も、楽狂・野上・由多の3人組が多い。ボクシング部の部長で実力もあるが、観客たちに鼻をからかわれ、入信前は負けてばかりだった。体力があるという理由で、楽狂の強引な布教活動に肉体面で協力することもあるが、後の小林の造語を借りれば「純情まっすぐ君」なので、楽狂のアホ行為の捨て石になるばかり。第11話では弟、最終回では母も登場している。ネーミングはガッツ石松とユダ。
越 為夫（こえ ためお）
第3話から登場。暴力団・越組の組長の息子で、野上たちと比べ小柄な体に、カッパのような髪型と脳天ハゲが特徴。バーで野上が因縁をつけトラブルになった際、ヤクザの世界に虚しさを感じて入信。越組の連中も布教活動に駆り出される事があり、『東大』にもゲスト出演している。涙子まで入れた5人の楽教徒のうち、頭数が必要な話に出てくるだけの活躍が多く、キャラが描ききれない場合は留守番役などで外される事も多い。ネーミングは肥溜めから。
悲劇 涙子（ひげき るいこ）
第6話から登場。なかなかの美女だが、口から吸った息が大きな屁として出る「空気嚥下（えんげ）症」という架空の病気にかかっており、悩みを克服するため初の女性信者として入信。屁は肝心な所で出てしまったり、誰かがギャグをした時にリアクションとして出るほか、（悩みという割には自ら積極的に）強力な気圧と臭いを武器として使う事もある。またウイスキーボンボンを飲んだだけで未成年飲酒だと懺悔したり、釣り銭を間違えただけで自分を強盗呼ばわりしたり、極端な悲観症でもある。由多とは相思相愛的な所がある。
本田裸 助子（ほんだら すけこ）
第16話から登場。水身自殺を図ろうとして楽狂たちが助けたが、その顔は鼻毛が伸びまくったアザラシのようなドブス女。入信したはいいが、自らを美女と思い込み、一時は涙子と三角関係になる。しかしその実態は、ある集団のスパイ。後に正式に6人目の楽教徒となる。涙子までの五人は第9話で同じクラスメートとして描かれていたが、助子は学校や職業がはっきり描かれていない。末期に登場したため出番は少なく、最終回では出演せず。

### セミレギュラー
石頭 固史（いしあたま かたし）
第13話と最終回に登場。「あんな悪趣味な宗教ごっこはだんこ禁止すべき」と楽狂徒狩り、つまり信者から見る所の迫害・弾圧を執応に行う生徒会長。
卑劣 極丸（ひれつ きわまる）
第5話で勉教という宗教が登場（受験勉強を美徳とする宗教で、これから判る通り『東大』のセルフパロディでもある。教祖を名乗った山口勉は『山口さんちのツトム君』から）、読者から「信仰する」という手紙も届いたが、以後「楽教のライバルを出して」というリクエストが多く、第14話から登場。袈裟を着た姿で、卑教は金・暴力・色じかけなど、布教のためにはどんな卑怯な手段も選ばない。題目は「てやんでぇ、くそったれ～、どちくしょう、どつきたおしたるぞう～…」。
淀川 義範（よどがわ よしのり）
毎回ラストシーンは小林の狂言回しで終わっていたが、それに代わり第7話から登場。小林と映画評論家の淀川長治を足したような顔をしている。今回の話をふりかえって感想やこぼれ話を解説した後、淀川の決め台詞「サイナラ…」のパロディ「ラッキョ、ラッキョ、ラッキョ」で別れを告げる。第17話のみ水野晴郎みたいな顔の水野義範となり、最終回は未登場。映画を趣味とする小林の感性が生んだキャラとも言える。

## サブタイトル・単行本データ
後部のカッコは、そのエピソードで明記されている信者数。
1. 救世主（メシヤ）あらわる!
2. なやめる少年“由多”（100人）1巻の表題作は原則として第1話を使うが、この巻は連載開始した第2話を使用。
3. 脱落者を逃がすな!!（400人）
4. 布教の旅（1500人）
5. ライバルをたおせ（2500人）
6. 女信者誕生（3500人）
7. 恐怖の布教活動（4500人）
8. 楽狂の箱船（5000人）この話までジャンプ・コミックス1巻収録分（JC851001 雑誌43014-26）
9. 大布教マラソン（6000人）ここより2巻収録分（JC851002 雑誌43014-49）
10. 冬でもひやし中華を!!
11. 楽社はラクじゃない!!
12. 火の用心棒
13. 楽教禁止令
14. 卑教あらわる
15. 涙子救出大作戦
16. 打倒!!卑教
17. 八十八か所おへんろ
18. 天国へかえる日（12000人）最終回なので表題作はこのサブタイトル。

- 推薦文は1巻が秋本治で、これについては入信を表明した有名人を参照。ちなみに『東大』も『こちら葛飾区亀有公園前派出所』も、1巻では小林と秋本が推薦文を寄せ合っている。2巻は最終巻のため、どの作品でも作者の推薦文となる。
- 第2巻は前述通り急遽最終回となったため、180ページという少年誌単行本の標準ページを保つことができず、増ページで全話収録している。
- ジャンプ・コミックス以外の再版は行なわれておらず、『異常天才図鑑』『ゴーマンガ大事典』に1話ずつ収録されているのみである。
- 楽教新聞では単行本が「楽書」と呼ばれており、購入した時点で、自動的に楽教徒の一員になると定義されている。

## 楽教新聞
第3話より劇中前半において1ページ分を壁新聞風に作り、各地の布教活動・作者周辺の内輪ネタ・読者からのお便りなどを載せる、一種の読者コーナーを毎号登場させた。名前は創価学会の機関紙「聖教新聞」に由来する。
第13話掲載号では江口寿史との会食について触れられているが、2人は『週刊少年ジャンプ』で同時に連載していたという事以外に個人的交流がなく、珍しい情報と言える。後に小林は江口について「自分より華やかなギャグ漫画だから意識していた」と語ったり、異常な遅筆であることを『ゴーマニズム宣言』でダメ出ししている。

### 実在の関係者
肩書きは中華楽会、漫画制作側とも当時のもの。
小林よしのり
会長で作者。楽教新聞では「小林会長」と何度も書かれている。
野上俊介
福岡本部長で前述した劇中人物のモデル。楽教新聞で描かれた似顔絵は『東大』と違い、『ラッキョウ』の野上から眼鏡を外した姿。
堀内丸恵（ほりうち まるえ）
東京支部長で『週刊少年ジャンプ』における小林と秋本治の担当編集。
谷口忠男（たにぐち ただお）
青年部長で『月刊少年ジャンプ』の小林の担当編集。黒ぶち眼鏡とこけた頬が特徴で、（谷口に限らないが）作中での扱いはかなり酷い。『東大』でも谷口先輩役で一度出演。本人はその後『スーパージャンプ』編集長に出世している。
中野和雄（なかの かずお）
事務局長で『週刊少年ジャンプ』副編集長。
山口豊実
情報処理長で小林のアシスタント (漫画)。また、第9話のラストシーンのオチは、なかなかアイデアが出ず小林が苦しんでいたところ、山口がスピード違反で検挙され、泣きながら仕事場に来た実話を元ネタにしたもの。これにより糞尿処理委員長に格下げされた。

### 入信を表明した有名人
名前の右のカッコは、入信の出典となる楽教新聞を収録した掲載回。
- 秋本治（第3話） - 会員番号10番。『ジャンプ』時代の小林の漫画には、両津勘吉が時々登場するが（作画は秋本でなく小林による）本作でも17話に登場。
- 甲斐よしひろ（第3話）
  - この2人は、本作の連載開始前から元々小林の親友であり、名誉会員とされている。
- 高田みづえ（第4話）
- 大登（第5話）
- くらもちふさこ（第7話）
- 五十嵐夕紀（第8話）

### 支部の置かれた大学
九州の大学が多いのは、当時小林が福岡で描いていたため。東京大学は『東大』の執筆実績による、東大生とのコネである。小林は「君たちの高校や中学にも支部を置こう」と、楽教新聞で奨励していた。
- 東京大学
- 早稲田大学
- 東京芸術大学
- 東洋大学
- 日本大学
- 工学院大学
- 福岡大学
- 九州大学
- 久留米工業大学

## その他
- 本作の発想として、小林は「冷やし中華にラッキョウを入れたらうまかったから」と作中で語っている。
- 小林の漫画は落書きやお遊びの作画が比較的多く、本作と『東大』を見ても、一方の作品がもう一方に描かれているシーンが大変多い。
- 第8話と最終回で登場した電車は西鉄2000形電車。最終回では地下鉄も登場しているが（楽狂が天国に、地下鉄の下りで帰る）、当時福岡には地下鉄が走っていなかったため（福岡市交通局の開業は1981年）、こちらはかなりいい加減なデザインとなっている。他にもバスやデパートなど、市街地の背景に福岡固有のものが多く登場する。
- 『月刊少年ジャンプ』では本作終了後、小林の趣味である格闘技をモチーフにしたバトル漫画『格闘お遊戯』が約1年連載、ストーリーギャグと言えるほどのシリアスな展開も含まれている。だが、次の『ジューシィガンコ』が連載4回で打ち切りとなり、小林の同誌での活躍もこれで終わりとなった。この後、小林の作品評価は『おぼっちゃまくん』まで苦難の時代が続く。
- 『おぼっちゃまくん』でよく使われた茶魔語には「さいならっきょ」がある。『おぼっちゃまくん』で『北斗の拳』のパロディが掲載された時、茶魔が必殺技として「さいならっきょ」を唱えながら、大量のラッキョウを発射しているが、これは当作でラッキョウを使う演出に慣れていたことが、描いた理由の一つと言える。
- オウム真理教が世間を騒がせ始めた頃、中沢新一が「オウムは『おぼっちゃまくん』みたいだ」と擁護したのに対し、小林は「ワシには楽教という、自分で作った宗教がある!」と反論している。またこの時『ラッキョウ』のリメイク構想を表明しており、それが下記につながる[2]。

## 新作
小林が『コロコロ』で『茶魔』を大ヒットさせると、同誌には小林による他の漫画作品も多数掲載された。新作は『いなか王兆作』同様、『茶魔』と並行する連載作品として、同誌1990年6月号から8月号まで連載された。
リメイクのパターンで言えば「作品名・主人公の名前・基本設定は同じだが、細かい設定は一新され世界観も別物」に該当する。「異常天才図鑑」では『救世主ラッキョウ（新）』と表記。
「ゴーマンガ大事典」の作者作品解説によると「旧作同様に楽教新聞を作って宗教ごっこをやろうと思っていたが、旧作に比べ読者の反応が悪く、実現しなかった」と語っている。全3回で終えた後、単行本化はコロコロコミックからは行われなかったが、『ゴー宣』のヒットで過去の作品の復刻が多数行われた際、アンソロジーに収録されている。

### 登場人物（新作）
新作は掲載回数が少ないため、ゲストについても記載する。主人公たちが通う怒内小（どないしょう）学校の名は『風雲わなげ野郎』からの再使用。
飯屋 楽教（めしや らっきょう）
お寺と教会の間の飯屋で生まれたと自称する、主人公。題目は「しめしめ、めしめし、きょきょんが、ラッキョー」。豚肉が苦手。
楽教の両親
家や親が旧作では不明だったが、新作でははっきり登場している。その飯屋を経営し、息子を神の生まれ変わりと思っており、息子である楽教を「神様」と呼び敬語で話す。
甘江 信二郎（あまえ しんじろう）
怒内小に転校してきて、楽教に付き合う事になってしまう。作中の描写から、そこそこ裕福な家庭らしい。
月野 ひかり（つきの ひかり）
楽教の幼馴染。
藤原（ふじわら）、前田（まえだ）、山崎（やまざき）
怒内小の不良。3人合わせて藤原組。
空手部主将
鈍舞田（どんまいだ）中学校の主将。